# Breitscheid (Neunkirchen-Seelscheid)
Breitscheid ist ein Ortsteil von Seelscheid in der Gemeinde Neunkirchen-Seelscheid im Rhein-Sieg-Kreis. 

## Lage
Der ehemals eigenständige Ort Breitscheid liegt im Südwesten von Seelscheid. Ehemalige Nachbarorte im Osten waren Komp und Unterste Zeit, im Südwesten liegt Busch.

## Geschichte
1830 hatte Breitscheid 26 Einwohner. 1845 hatte der Hof elf katholische und 18 evangelische Einwohner (29) in acht Häusern. 1888 gab es 40 Bewohner in acht Häusern.
1910 wohnten hier Ackerer und Schreiner August Bergfelder, Briefträger August Bergfelder, Ackerer August Bilke, Tagelöhner und Tanzlehrer Ernst Bilke, Ackerer Heinrich Haas, Ackerer Hermann Haas, Ackerer und Krautfabrikant Karl Schöneshöfer, Ackerer Wilhelm Schöneshöfer (Krautfabrikant in Post Seelscheid) und Ackerer Eduard Spielhoff.
Die Siedlung gehörte bis 1969 zur Gemeinde Seelscheid.